# Дарсавелидзе, Амиран Шалвович
Амиран Шалвович Дарсавели́дзе (груз. ამირან შალვას ძე დარსაველიძე; 29 декабря 1932 — 29 декабря 2006) — советский и грузинский кинорежиссёр. Заслуженный деятель искусств Грузинской ССР (1983).

## Биография
Родился 29 декабря 1932 года в Кутаиси, Грузия.
Окончил философский факультет Тбилисского университета (1957).
С 1957 — ассистент режиссёра, затем режиссёр киностудии «Грузия-фильм».
Ушёл из жизни 29 декабря 2006 года.

## Фильмография

### Режиссёр
- 1975 — Кавказский романс (новелла в киноальманахе «Любовь, велика сила твоя»)
- 1977 — Запасное колесо (короткометражный)
- 1977 — Покорители гор
- 1977 — Лимонный торт
- 1980 — Здравствуйте, все!
- 1983 — Клятвенная запись